# Rissbach
Rissbach är ett vattendrag i Österrike, på gränsen till Tyskland. Det ligger i den västra delen av landet, 400 km väster om huvudstaden Wien.
I omgivningarna runt Rissbach växer i huvudsak blandskog. Runt Rissbach är det ganska tätbefolkat, med 108 invånare per kvadratkilometer.